# 機動戦士ガンダム 戦略戦術大図鑑
『機動戦士ガンダム 戦略戦術大図鑑 一年戦争全記録』（きどうせんしガンダム せんりゃくせんじゅつだいずかん いちねんせんそうぜんきろく）は、アニメ作品群「ガンダムシリーズ」のうち、宇宙世紀を舞台にした作品、特に一年戦争と呼ばれる宇宙世紀0079年前後に関する資料集である。

## 概要
本書はガンダムシリーズのうち、アニメ『機動戦士ガンダム』『機動戦士ガンダム0080 ポケットの中の戦争』などの舞台となった一年戦争の資料集である。ただし、アニメのキャラクターやメカデザインの設定画といったようなものを扱うのではなく、戦争中にどこでどのような戦闘が行われたか、どのような人物が係わり、どのような兵器が使われたか、といったことを記述した書籍である。画稿は少なく、みのり書房のアニメ雑誌「月刊OUT」別冊『宇宙翔ける戦士達 ガンダムセンチュリー』のように新たに書き上げられた文章で構築されている。
内容はバンダイの書籍『MS ERA 0001〜0080 ガンダム戦場写真集』と同じように、ガンダムシリーズ劇中の視点から「宇宙世紀0094年に地球連邦の予備役軍人ビク・ハボクックの手に作られた戦争の資料集」という形がとられ、この劇中の視点から見る方式は、後にティーツー出版の書籍『ジオン新報 秘匿された記録』や講談社の書籍『機動戦士ガンダム 公式百科事典 GUNDAM OFFICIALS』などといった資料集に受け継がれている。
記述の多くは新たに設定されたものであり、アニメや『モビルスーツバリエーション』の設定とは異なる部分も多いが、サンライズ監修の一年戦争のあらゆるオフィシャルの設定情報をまとめた『機動戦士ガンダム 公式百科事典 GUNDAM OFFICIALS』にも参考資料として使われ、本書の設定の記述が一部反映されている。また、「ガンダムファンにとって常識化しているが作品には出てこない設定」の幾つかはこの本が出典であり、一部のキャラクターも『機動戦士ガンダム ギレンの野望 ジオン独立戦争記』や『機動戦士ガンダム0079カードビルダー』などのゲームや漫画作品にも登場している。

## 後の反応
エースパイロット達の撃墜スコアについて、本書には『連邦軍のスコアは自己申告制なので、ジオン軍のスコアほど信用できない』と書かかれているはいるものの、両軍のエースパイロット達のMS撃墜数は地球連邦軍のMS本格配備から終戦まで2ヶ月ほどにもかかわらず100機以上を越えている。加えて航空機などは除く数字と明記されている為、多くのファンは困惑したとされる。また、連邦軍にアムロ・レイを越える撃墜数を出したパイロットを出したことも一部ファンから反感を買ったという。
この撃墜スコアに対して後に出版された書籍『マスターアーカイヴ 機動戦士ガンダム MSV エースパイロットの軌跡』では、「ジオン軍側に関しては大戦末期に連邦軍もMSの実戦投入を開始したのが原因で、対MSエースの概念が現れた」「公式記録においてMSを航宙機や戦闘ポッドと同列に扱い、広義の戦闘機という意味ですべての撃墜数を合計してエースパイロットの称号を与えた」「一方で、国民向けのプロパガンダ放送ではMSのみに絞った形で撃墜数を喧伝してMSエースとして紹介する行為も行われた」と解釈や補足をしている。
同書籍では連邦軍側の撃墜スコアについても「南極条約締結以降になるとMS5機以上の撃墜者をMSエースと明確に定義して認定し、称号を与える制度を施行した」と補足の設定をし、加えて「MSという新兵器に苦戦を強いられていた状況に対し、自軍でも十分に対抗できることを証明する存在として、対MSエースを強調したかったというがあるのだろう」と考察している。
更には「撃墜数の認定方法にも、両陣営で大きな差異があり、ジオンは厳格で、連邦は緩やかであった」としている。しかしそれでもなお撃墜スコアに関しては疑問を呈しており、「ジオン軍のトップエースでブレニフ・オグス中佐は193機のMSを撃墜したと記録されているが、連邦軍によるMSの生産が本格化したのがU.C.0079年10月以降であったことを考えると、終戦までの3ヶ月弱で200機近いMSを撃墜したことになる」「ジオン軍が戦力不足に悩んだとしても、パイロット達に連日出撃を命令して1日2機以上の撃墜が必要となるペースは異常では無いか？」と記している。結びとして「どれだけ疑わしい点があっても両軍に多くのエースパイロットが誕生したのは紛れもない事実で、綺羅星の如き英雄達は確かに実在したであろう」と記している。
後に、著者の一人である山口宏はTwitterで「もともと非公認設定本だった為、読み物として面白いかを最優先にして自由に書けた、しかし、数年後に『機動戦士ガンダム ギレンの野望』で本書の内容をそのまま使われたがために、めんどくさい事になってしまった」と語っている。撃墜スコアの件に関しても、本書の著者である山口は「WW2とかを調べると、必ずしも技量＝撃墜スコアではなく、出撃回数、会敵機会、敵機との性能差など、その辺も読み物重視で『そんな事実が！』というつもりで書いたものの独り歩きしちゃってますね」とTwitterで語っている。

## 登場人物
本書は人物に関する設定が非常に多く、主に第二次世界大戦で活躍した軍人から名前が取られている。

## 登場兵器

### 地球連邦軍
宇宙艦艇
宇宙戦艦 マゼラン型
- アナンケ、ウィスコンシン、タイタン、ネレイド、ヒペリオン、フェーベ、ルザル

宇宙巡洋艦 サラミス型
- フィラデルフィア、マダガスカル

強襲揚陸艦 ペガサス型
- ホワイトベース

L144系掃海艇
輸送艦 コロンブス型

水上・水中艦艇
対潜小型空母 ヒマラヤ型（級）
アルバータ級ミサイル巡洋艦
ミサイル巡洋艦 モンブラン型
- ログウッド

潜水艦V型
攻撃型潜水艦VIII型
潜水母艦（艦型不明）

陸上艦艇
陸上戦艦 ビッグ・トレー型
- パターン号、マルケッティア号

### ジオン公国軍
宇宙艦艇
宇宙戦艦 グワジン型
- アサルム、グワジン、グワデン、グワラン、グレート・デキン

超大型宇宙母艦 ドロス型
- ドロス、ドロワ

宇宙巡洋艦 ムサイ型
- ファルメル

機動巡洋艦 ザンジバル型
宇宙重巡洋艦 チベ型
水中艦艇
情報収集潜水艦 プローバー型
攻撃型潜水艦 ユーコン型
- U-99、U-202

水中母艦 マッド・アングラー型